# NGC 1509
NGC 1509 (другие обозначения — IC 2026, MCG -2-11-13, MK 1079, NPM1G -11.0150, IRAS04015-1118, PGC 14393) — спиральная галактика (Sa) в созвездии Эридан. Открыта независимо Ормондом Стоуном и Льюисом Свифтом в 1886 году. Описание Дрейера: «очень тусклый, очень маленький, немного вытянутый объект, неподалёку к западу расположена тусклая звезда». Галактика удаляется от Млечного Пути со скоростью 8495 км/с и расположена на расстоянии около 380—385 миллионов световых лет. Её диаметр составляет 80—85 тысяч световых лет.
Этот объект входит в число перечисленных в оригинальной редакции «Нового общего каталога». Даже с учётом поправки на прецессию изначально указанные в Новом общем каталоге координаты отличаются от реальных на 2,8 угловых минуты. Из-за этой ошибки Гийом Бигурдан, наблюдавший галактику в 1897 году, решил, что наблюдает её впервые, поэтому она также внесена в Индекс-каталог под номером 2026.